# 賴伊 (佛羅里達州)
賴伊（英語：Rye）是位於美國佛羅里達州馬納提縣的一個非建制地區。該地的面積和人口皆未知。

## 地理
賴伊的座標為27°30′52″N 82°22′04″W / 27.51444°N 82.36778°W，而該地的平均海拔高度為3米（即10英尺）。